# 三道岗子镇
三道岗子镇，是中华人民共和国辽宁省沈阳市新民市下辖的一个乡镇级行政单位。

## 行政区划
三道岗子镇下辖以下地区：
小车连泡村、三道岗子村、牛营子村、湾泡子村、佟家村、阎家窝堡村、茨榆岗子村、黎明村、分水岭村、红花岗子村、郭家村、獾子洞村和马虎山村。